# (153) Хильда
(153) Хильда (нем. Hilda) — является одним из крупнейших астероидов внешней части главного пояса, с диаметром около 170 км. Это тёмный астероид довольно редкого спектрального класса P, поверхность которого богата простейшими углеродсодержащими соединениями. Хильда имеет очень малую амплитуду кривой блеска, что указывает на сферическую форму астероида. Его открыл 2 ноября 1875 года австрийский астроном Иоганн Пализа и назвал в честь дочери другого австрийского астронома Теодора Оппольцера.

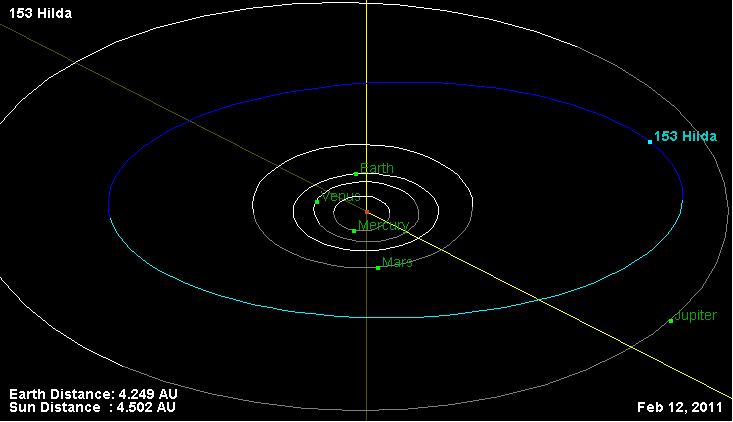
Орбита астероида Хильда и его положение в Солнечной системе

Он возглавляет одноимённую группу астероидов, названную в честь него семейством Хильды. Эти астероиды движутся по орбитам, которые находятся в орбитальном резонансе с Юпитером 2:3 (Юпитер движется вокруг Солнца за 11,9 лет, а Хильда за 7,92 года). Точно такой же резонанс наблюдается между орбитами Нептуна и Плутона. Данная группа астероидов не является семейством в полном смысле этого слова, так как они не имеют ничего общего между собой, кроме того, что движутся по примерно одинаковым орбитам. На данный момент в этом семействе открыто более 1100 астероидов.
Покрытие звёзд этим астероидом наблюдалось 31 декабря 2002 года в Японии.